# لويس ماكميلان
لويس ماكميلان (بالإنجليزية: Louis McMillan)‏ هو مجدف أمريكي، ولد في 8 فبراير 1929 في ليتل روك في الولايات المتحدة، وتوفي في 13 سبتمبر 2012.

## وصلات خارجية
- لويس ماكميلان على موقع الاتحاد الدولي للتجديف (الإنجليزية)
- لويس ماكميلان على موقع أوليمبيديا (الإنجليزية)